# Йоан Жинзифов
Йоан Жинзифов или Дзиндзифи е български просветен деец, първият български учител в Битоля. Баща е на Райко Жинзифов.

## Биография
Йоан Дзиндзифи е роден в град Велес, тогава в Османската империя. Според Кузман Шапкарев е с влашки произход, но самият Жинзифов отрича влашка принадлежност. Първоначалното си образование получава в местно гръцко училище, след това завършва медицина в Атинския университет. На 14 май 1831 година става студент в Лайпцигския университет със специалност „Медицина“. През 60-те години на XIX век става учител в гръцкото училище в Прилеп. Преди Коледа на 1865 година в централното гръцко учлище в Битоля е открита „катедра за български език“, като за български учител е назначен Йован Жинзифов.
В едно писмо до професор Михаил Погодин от 1868 година Йоан Дзиндзифи пише:
| „ | Човеколюбив госодаре! У Македония сме вси болгаре, но под гърска власт тако, что до днес не знаехме дали има болгарски букви. Ова година перво аз станах болгарский учител, но слаб у славянский язнк, зачто моя младост иждих в елински науки. Того ради за просвещение на народот ни нуждо е да дойде Ксенофонд у Македония. | “ |